# 灰長石
灰長石（かいちょうせき、anorthite、アノーサイト）は、鉱物（ケイ酸塩鉱物）の一種。長石グループの鉱物で、カルシウムに富む斜長石。
化学組成は CaAl2Si2O8 で、曹長石 (NaAlSi3O8) と連続固溶体をつくる。
火成岩や変成岩に普通に含まれる造岩鉱物。
赤い色のサンストーン（日長石）は灰長石の一種。